# Hyundai Getz
La Getz est une citadine du constructeur automobile sud-coréen Hyundai commercialisée entre 2002 et 2011 (2009 en Europe).

## Présentation
La Getz est présentée pour la première fois sous la forme d'un show car appelé Hyundai TB (pour "Think Basic") à l'occasion salon de l'automobile de Tokyo 2001. Ce nom sera conservé sur la Getz de série, sur le marché japonais uniquement.

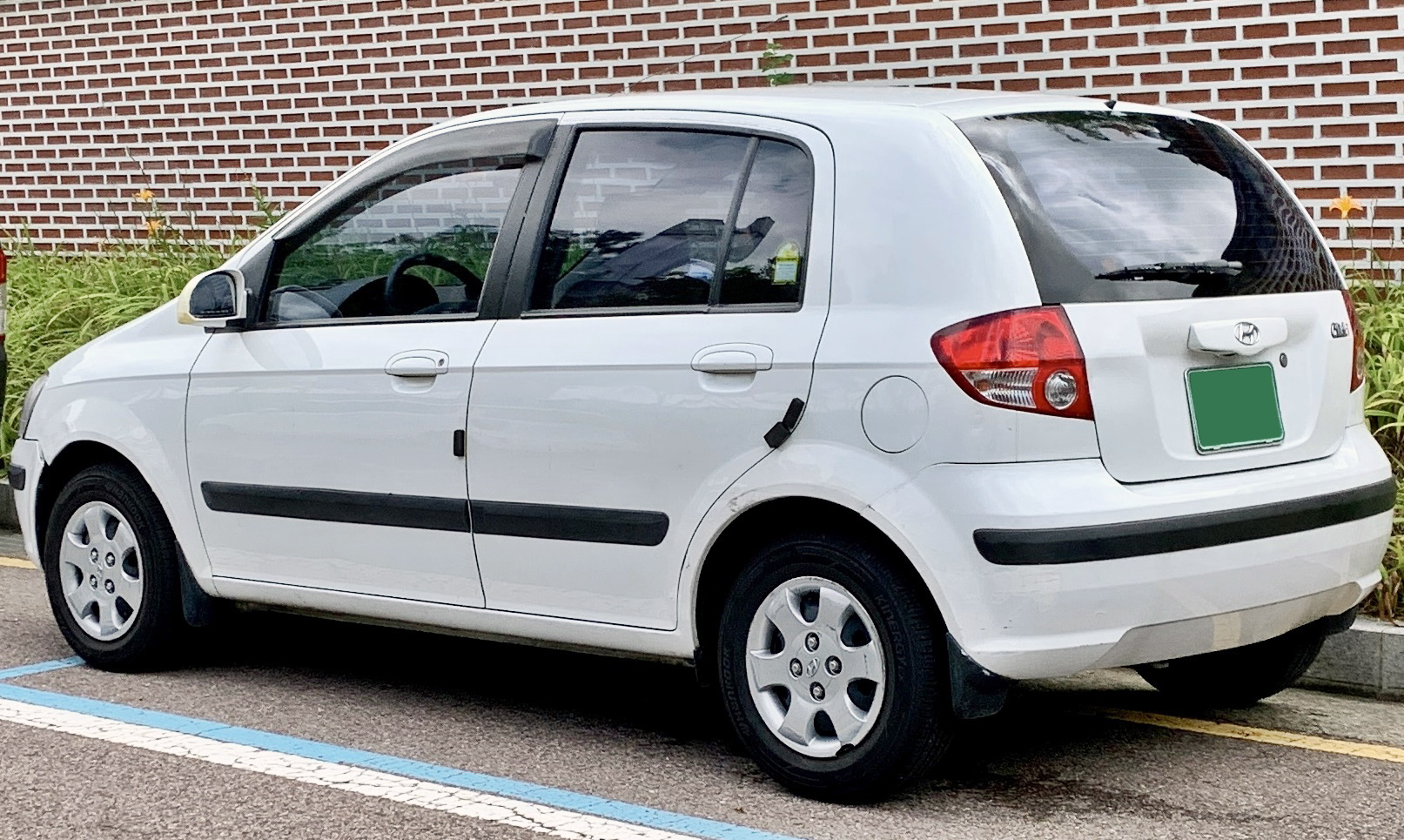
Hyundai Getz phase 1 5 portes

Le modèle de série est présenté quelques mois plus tard au Salon de l'automobile de Genève 2002. La Getz a été conçue par le centre de développement francfortois de Hyundai. Elle est proposée en carrosserie 3 et 5 portes.
Elle est fabriquée à l'usine sud-coréenne d'Ulsan à partir de 2002. La citadine est également assemblée à Chennai (Inde), à Taipei (Taiwan) et au Caire (Égypte). Une version rebadgée appelée Dodge Brisa est fabriquée à Barcelona (Venezuela), et une autre nommée Inokom Getz à Kulim (Malaisie).
En octobre 2003, un moteur diesel 1.5 CRDi 82 ch est lancé en Europe, complétant l'offre moteur existante (1.1i 12v 67 ch 1.3i 12v 83 ch).

La Getz subi un restylage en 2005. Elle reçoit des modifications cosmétiques et se dote de deux nouveaux moteurs.

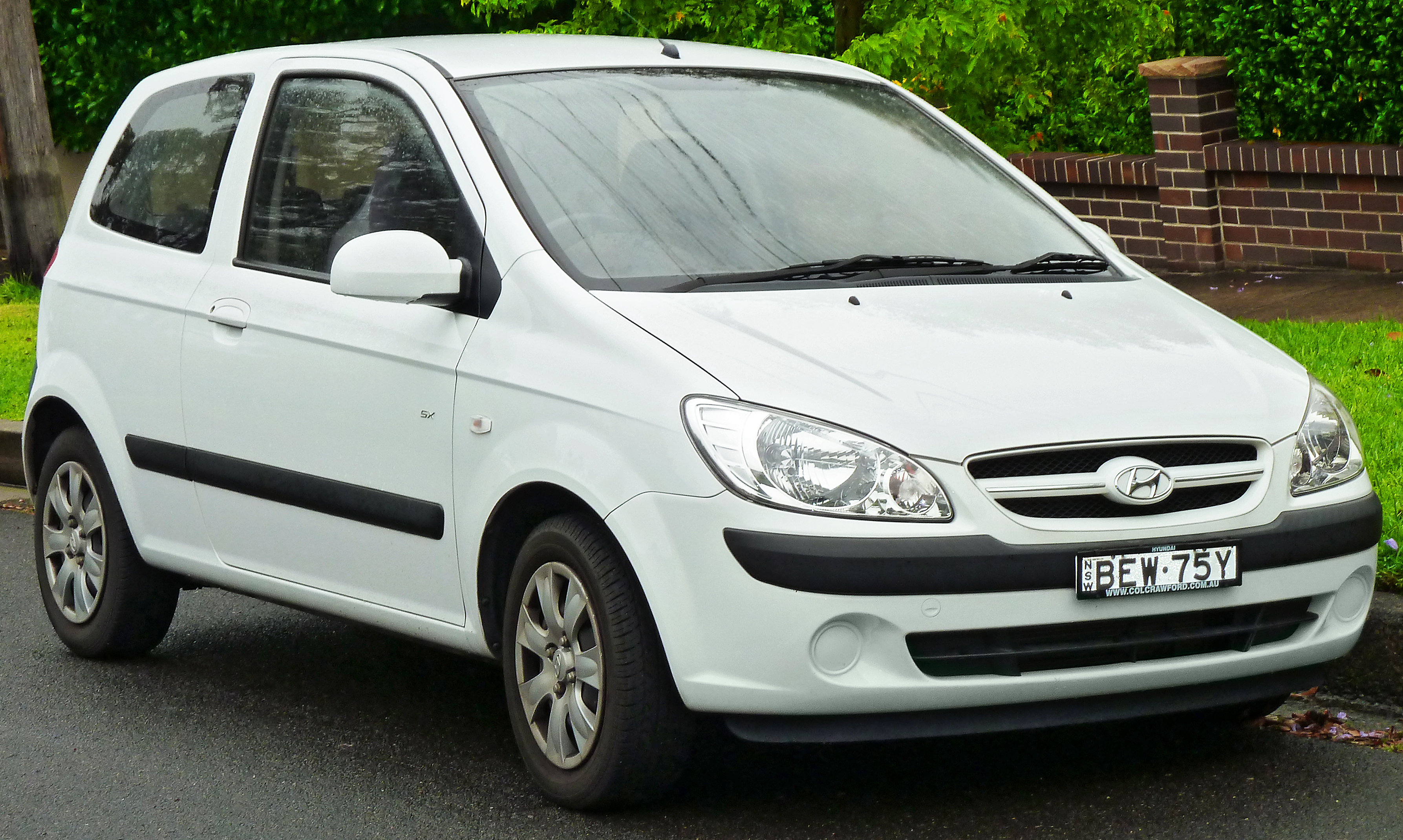
Hyundai Getz phase 2 3 portes
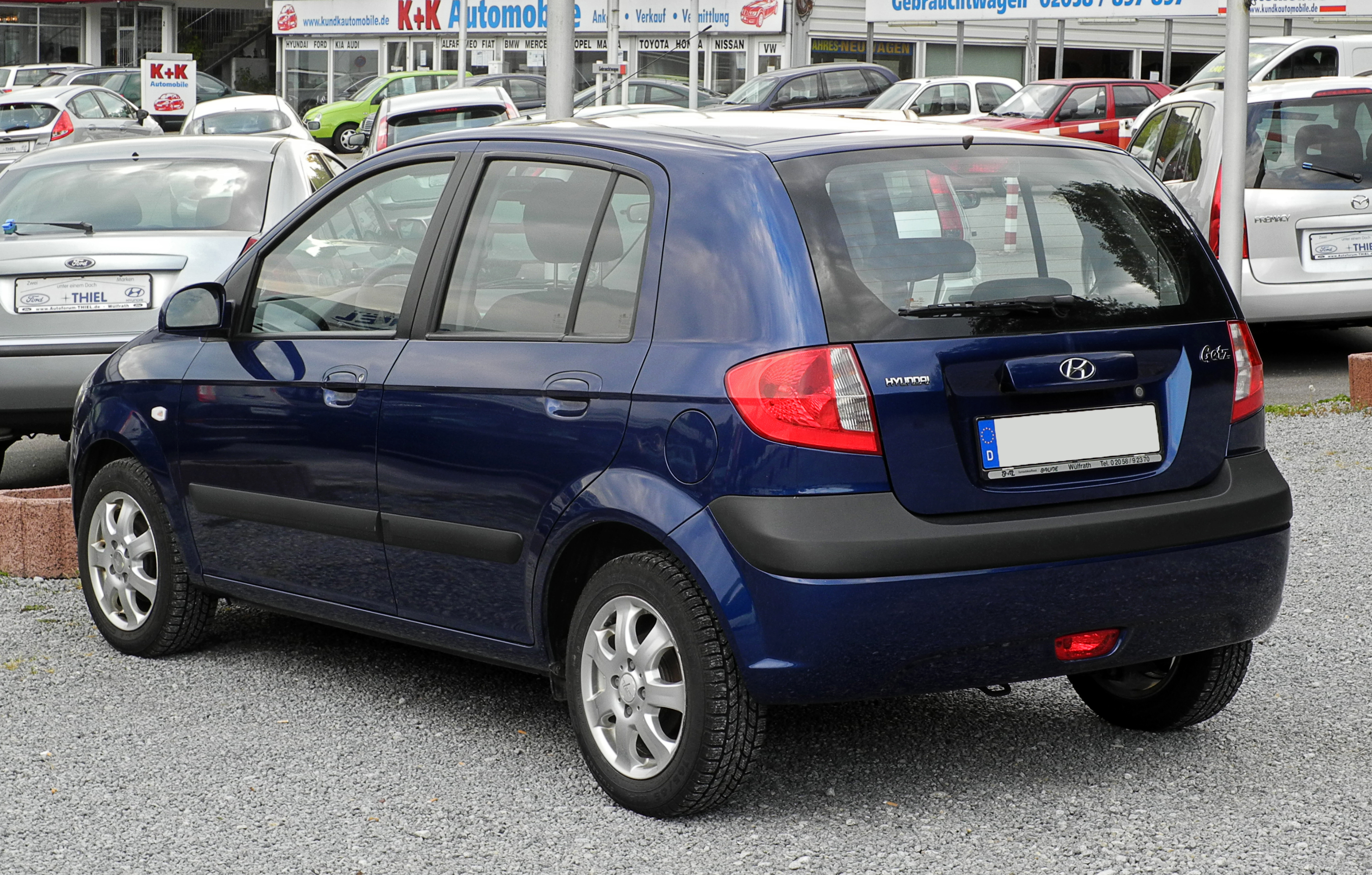
Hyundai Getz phase 2 5 portes
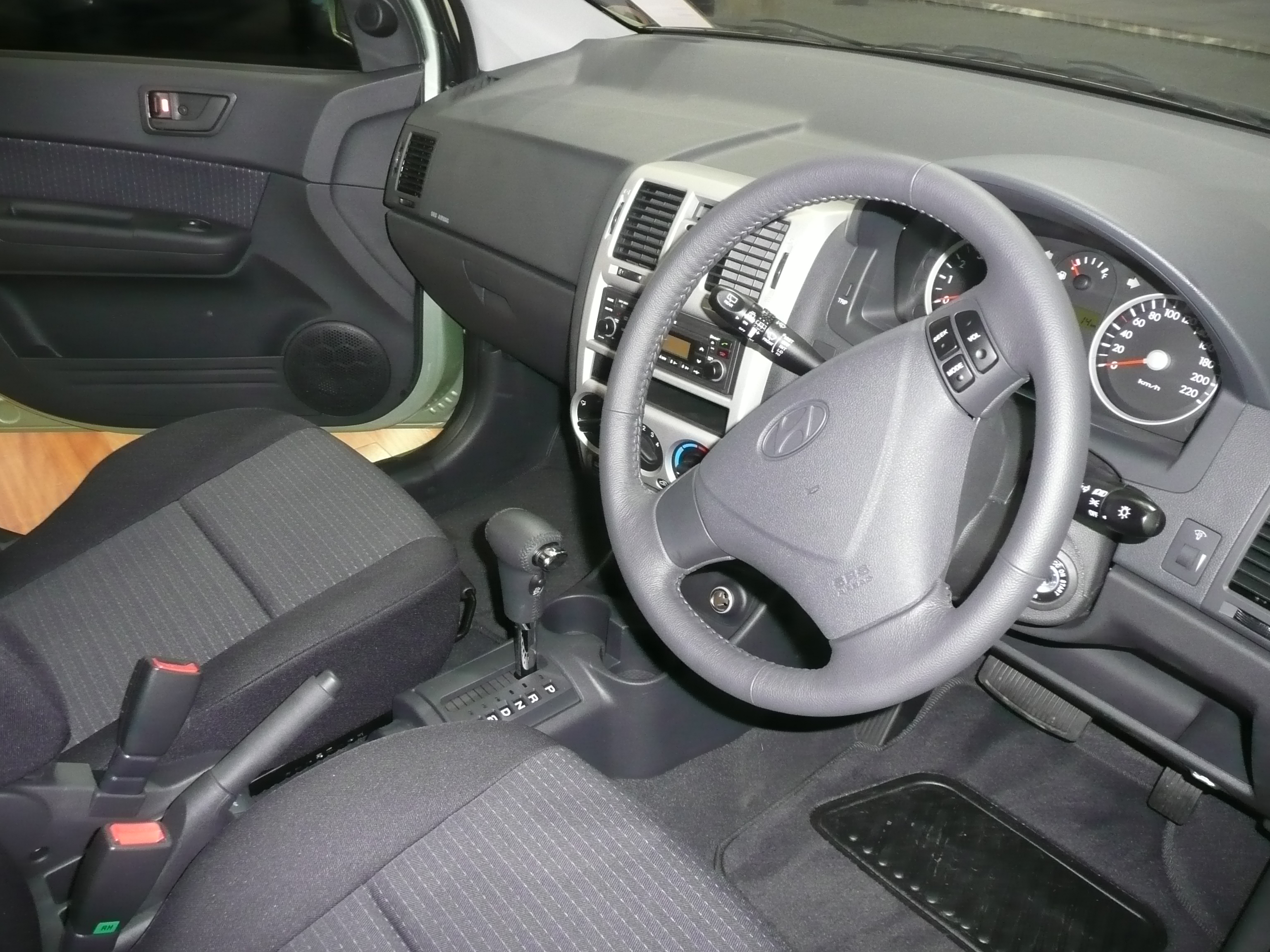
Hyundai  Getz phase 2 (intérieur)

Au second semestre 2006, Hyundai lance une version au style baroudeur, la Getz Cross. Basée sur la version à 5 portes, elle est développée en partenariat avec le préparateur allemand MS Design. Elle se distingue notamment par des protections de carrosserie (protections latérales, passages de roues, boucliers), une garde au sol accrue, une calandre différente,  des jantes alliage spécifiques, des barres de toit et des éléments estampillés Getz Cross à l'intérieur comme à l'extérieur du véhicule.

Hyundai Getz Cross
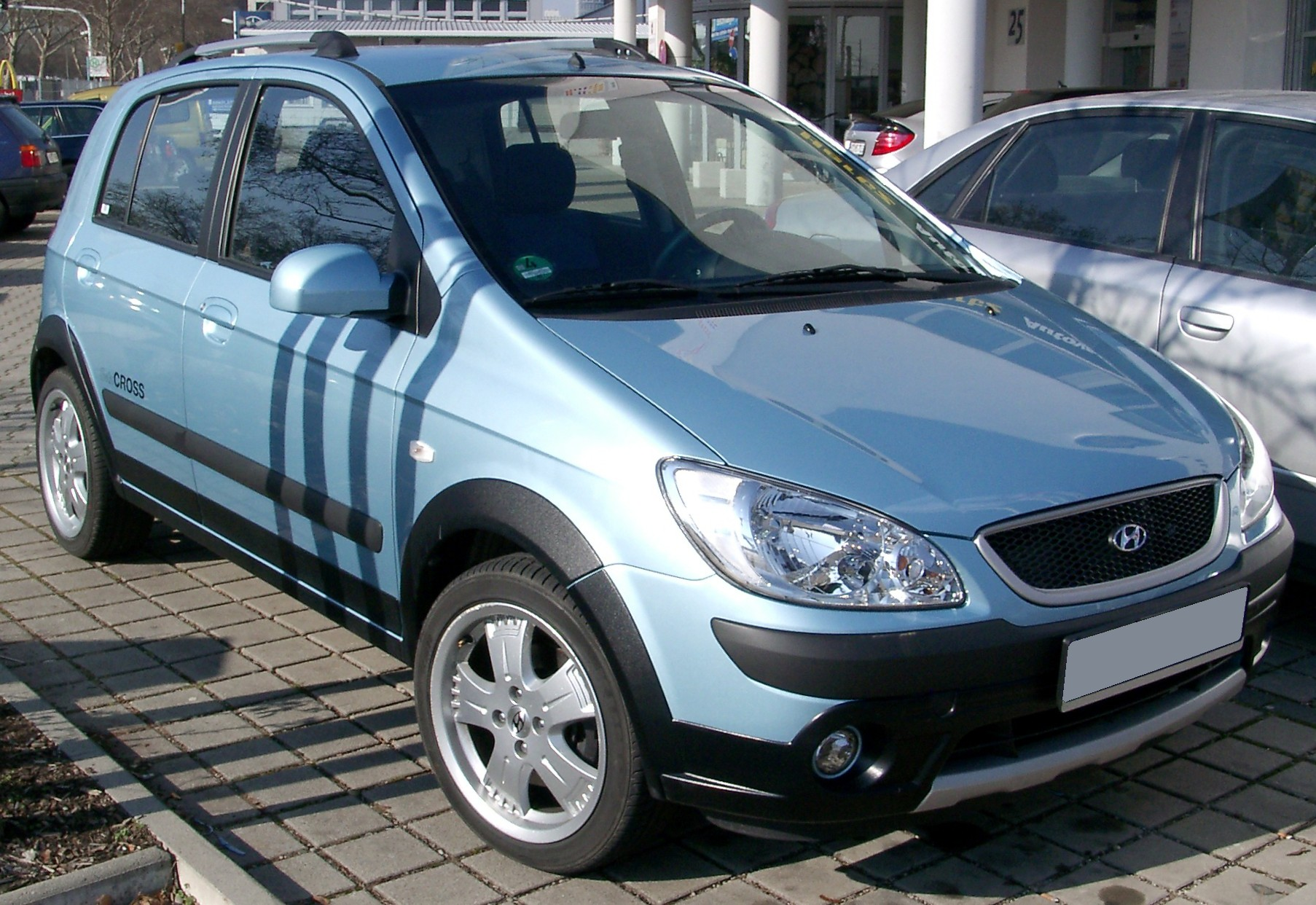
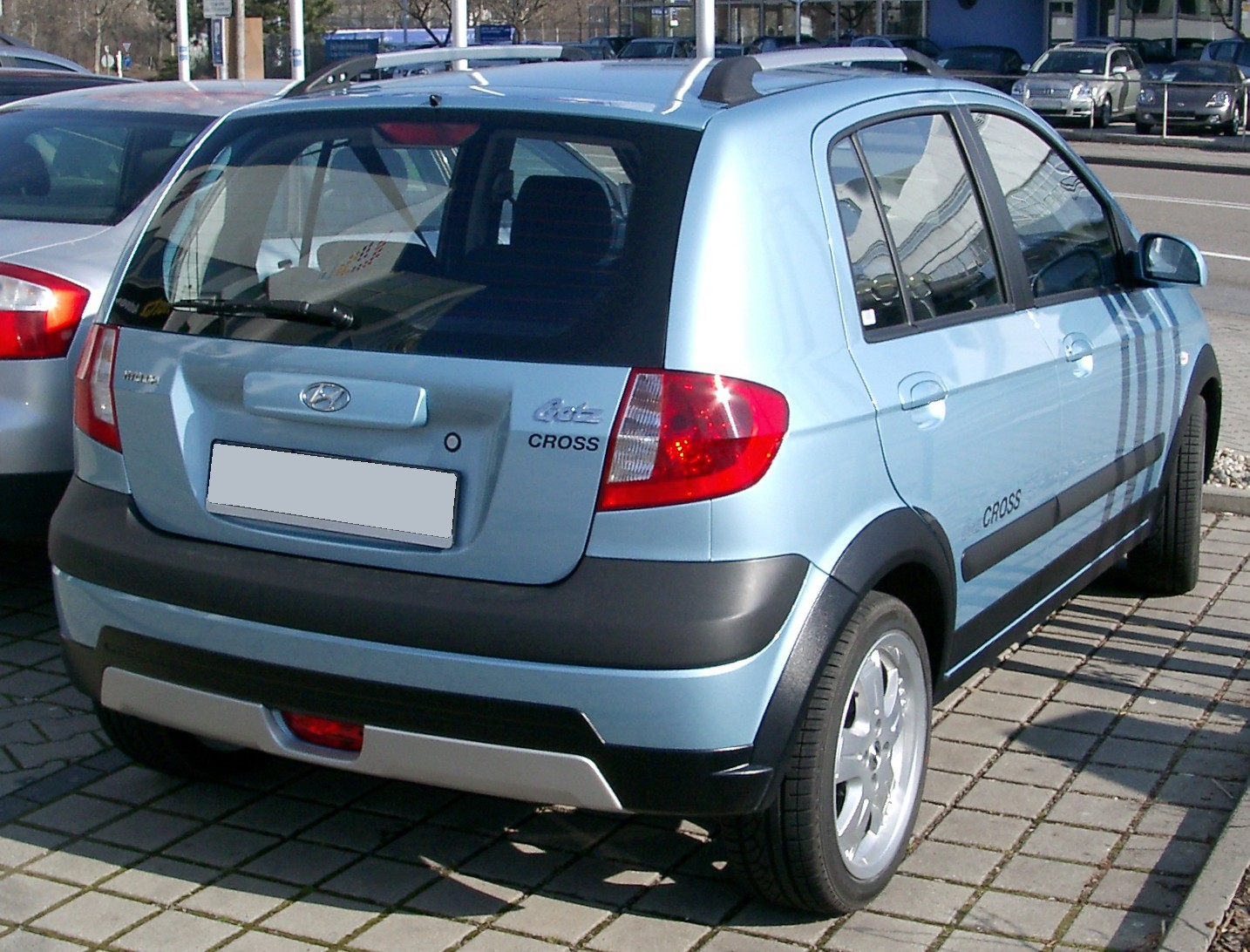

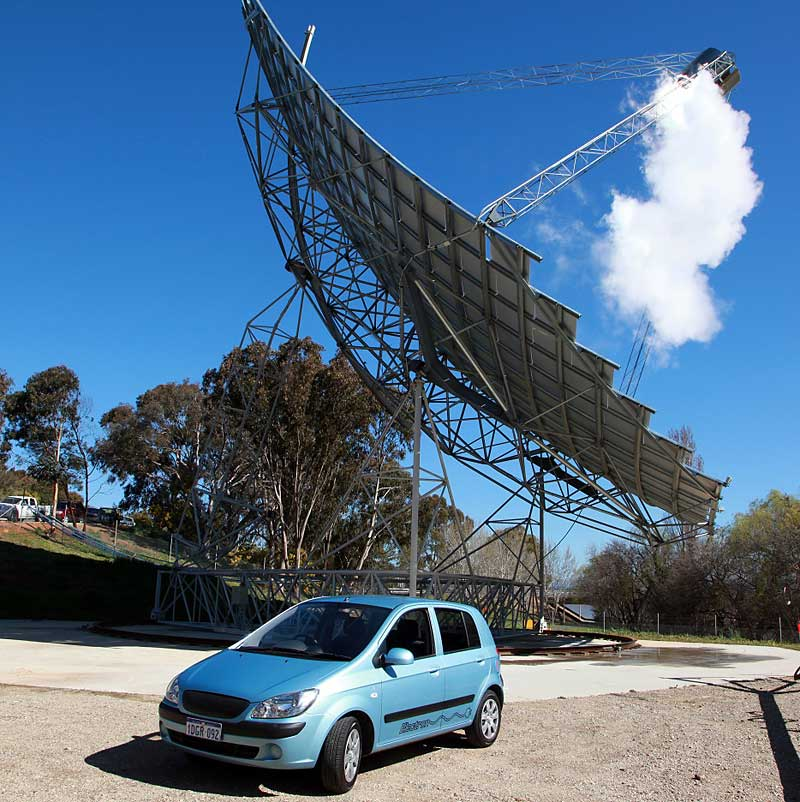
Blade Electron

Entre 2008 et 2011, l'entreprise Blade australienne convertit des Getz à l'électrique. Ce modèle resté confidentiel s'appelle Blade Electron. Il est commercialisé en Australie et en Nouvelle-Zélande,.
En Europe, la Hyundai i20 succède à la Getz en 2009. En Corée du Sud, c'est la version 5 portes de la quatrième génération d'Accent qui la remplace. La production continue pour d'autres marchés jusqu'en 2011.

## Finitions
Finitions disponibles en France en 2004 :
- Pack (3 portes uniquement)
- Pack Clim
- Pack Confort (5 portes uniquement)

### Séries spéciales
- Euro 2004 (2004)

## Ventes
| Ventes | France | Europe, | Australie |
| ------ | ------ | ------- | --------- |
| 2002   |        | 16 249  |           |
| 2003   | 4 729  | 76 549  |           |
| 2004   |        | 123 701 |           |
| 2005   |        | 113 770 |           |
| 2006   |        | 82 634  |           |
| 2007   |        | 67 242  |           |
| 2008   |        | 55 214  |           |
| 2009   |        | 16 822  |           |
| 2010   |        | 1 027   |           |
| Total  |        | 553 208 | 153 000   |

La Getz est le modèle le plus vendu par Hyundai en Europe de 2003 à 2008, allant jusqu'à représenter le tiers des ventes de la marque sur le vieux-continent en 2004,,,.
En tout, Hyundai a vendu plus de 1 390 000 Getz à travers le monde.